# Tammuru
Tammuru är en ort i Estland. Den ligger i Paikuse kommun och landskapet Pärnumaa, i den sydvästra delen av landet, 120 km söder om huvudstaden Tallinn. Tammuru ligger 12 meter över havet och antalet invånare är 130.
Terrängen runt Tammuru är mycket platt. Runt Tammuru är det mycket glesbefolkat, med 2 invånare per kvadratkilometer. Närmaste större samhälle är Pärnu, 14,0 km väster om Tammuru. I omgivningarna runt Tammuru växer i huvudsak blandskog.